# 曹寿椿
曹寿椿（1921年—），女，安徽合肥人，中国蔬菜育种学家、园艺教育家，曾任南京农业大学教授、博士生导师。